# La Reine de la route
Pour plus de détails, voir Fiche technique et Distribution.
La Reine de la route (titre original : Königin der Landstraße) est un film autrichien réalisé par Géza von Cziffra sorti en 1948.

## Synopsis
L'Autriche dans les années 1920. La jolie Flora Giebel, qui se produit en tant qu'artiste et chanteuse sous le nom de Lulu, parcourt le pays avec le cirque familial Circus Giebel, un simple cirque ambulant avec six calèches. Lulu fait régulièrement tourner la tête des hommes autour d'elle. Un soir, alors qu'elle jouait un numéro de dressage de lion, le beau baron Michael Dornberg est également dans le public. Quand Lulu chante, lui aussi est suspendu à ses lèvres. Comme tous les autres hommes, il est fasciné par la beauté mystérieuse de la femme aux cheveux noirs, au grand dam de son père, le directeur de cirque Johannes Giebel. Lors d'une balade le lendemain, Lulu et Michael se retrouvent au bord d'un lac. Elle dort nue dans un petit bosquet lorsque le baron la découvre et la réveille doucement. Puis ils s'embrassent tous les deux. Michael appelle l'artiste de cirque itinérant la « Reine de la route ».
Les von Dornberg sont une famille très consciente de leur classe et sont extrêmement sceptiques quant à toute relation inappropriée, comme avec les gens du cirque. Lorsque Michael n'est pas dans le public lors de la représentation suivante, Lulu est un peu déçue. Elle ne veut pas courir après lui et dit à Nellie, sa sœur, qu'il la retrouvera s'il le voulait seulement. En fait, il suit son cirque. Michael avoue bientôt son amour pour elle et demande à Lulu de vivre avec lui dans son manoir. Mais elle se rend vite compte de l'impossibilité de ce rêve, car les différences de classe sont trop grandes. Elle se sent également complètement connectée au monde du cirque. Son père Johannes doute également que Lulu puisse être heureuse à ses côtés et dans son monde et le dit expressément au baron lorsqu'il lui demande sa main. Lorsque Michael lui demande de garder ses origines de cirque secrètes auprès de sa famille blasée, la colère du directeur de cirque éclate et il expulse Michael de sa caravane.
Le directeur de cirque voudrait « libérer » sa fille bien-aimée, devenue entre-temps baronne, des griffes de ces nobles qui se croient meilleurs. Même l'enfant de cirque Lulu, qui est redevenue Flora, se sent extrêmement mal à l'aise parmi tous ces Dornberg rigides et arrogants. Surtout, la tante de Michael rend la vie difficile à Flora avec son comportement. Flora n'aime rien. L'hiver et le printemps passent, et quand Flora regarde par la fenêtre, le cirque et la route l'appellent à nouveau. Elle apprend de Nellie que le cirque et son père vont mal. Flora se précipite vers lui et essaie de sauver le spectacle avec sa présence. Malheureusement, les von Dornberg sont dans le public. Quand Michael arrive, les deux se parlent. Flora, redevenue Lulu, lui fait comprendre que son monde est et restera le cirque. Les deux se quittent en bons termes. Avec les deux voitures restantes, le petit cirque ambulant continue le long de la route de campagne jusqu'au prochain lieu.

## Fiche technique
- Titre : La Reine de la route
- Titre original : Königin der Landstraße
- Réalisation : Géza von Cziffra
- Scénario : Géza von Cziffra
- Musique : Hanns Elin, Anton Profes
- Direction artistique : Fritz Jüptner-Jonstorff
- Photographie : Hans Schneeberger
- Production : Carl Hofer
- Sociétés de production : Löwen-Filmproduktion
- Société de distribution : Union-Film
- Pays d'origine :  Autriche
- Langue : allemand
- Format : Noir et blanc - 1,37:1 - Mono - 35 mm
- Genre : Romantique
- Durée : 88 minutes
- Dates de sortie :
  -  Autriche : 8 octobre 1948.
  -  Allemagne : 30 septembre 1949.
  -  France : 29 août 1952[1].

## Distribution
- Angelika Hauff : Flora Giebel, alias Lulu
- Rudolf Prack : Michael von Dornberg
- Hermann Erhardt (de) : Johannes Giebel
- Karl Skraup (de) : Niko
- Ditta Dunah : Nellie Giebel
- Albin Skoda : Alfredo, artiste
- Dagny Servaes : Regina von Dornberg, la tante de Michael
- Petra Trautmann : Gaby

## Source de la traduction
- (de) Cet article est partiellement ou en totalité issu de l’article de Wikipédia en allemand intitulé « Königin der Landstraße » (voir la liste des auteurs).